# Woodsfield
Woodsfield – wieś w Stanach Zjednoczonych, w stanie Ohio, siedziba administracyjna hrabstwa Monroe.